# Wilhelm Preger
Wilhelm Preger (* 25. August 1827 in Schweinfurt; † 30. Januar 1896 in München) war ein lutherischer Theologe, Lehrer und königlich-bayerischer Oberkonsistorialrat.

## Leben
Wilhelm Preger, Sohn eines Kaufmanns, verbrachte seine Jugend in Schweinfurt. Dort besuchte er das Gymnasium und begann 1845 das Theologiestudium an der Universität Erlangen.
In Erlangen trat er auch im Wintersemester 1845/46 der christlichen Studentenverbindung Uttenruthia, heute im Schwarzburgbund, 1847 dem Berliner Wingolf bei. Während seines Studiums wurde er insbesondere durch Johann Christian Konrad von Hofmann geprägt. 1849 verließ Preger die sich im Aufblühen begriffene theologische Fakultät, um für ein Jahr nach Berlin zu gehen.
Wilhelm Preger bestand die theologische Aufnahmeprüfung mit Auszeichnung und wurde anschließend ins Predigerseminar nach München berufen. Als Nachfolger von Christoph Ernst Luthardt wurde er 1851 zum Stadtvikar und Lehrer für protestantische Religionslehre und Geschichte am Maximiliansgymnasium München ernannt und zunächst den Gymnasialprofessoren gleichgestellt. 1868 erfolgte seine Beförderung zum "wirklichen Gymnasialprofessor". Von 1857 bis 1889 unterrichtete er in gleicher Funktion am königlichen Wilhelm-Gymnasium in München. Daneben gab er auch siebzehn Jahre Religionsunterricht an der Münchner Handelshochschule.
Für den vielseitig interessierten Wilhelm Preger war die Stadt München der ideale Ort, um sich zu entfalten und weiterbilden zu können. Durch die Münchner Kunstrichtung seiner Zeit, bekam sein Sinn für alles Schöne und Gute Förderung und Nahrung durch die Beziehung zu dem Luthermaler Gustav König und zum Kupferstecher Julius Thäter, in denen Geist und künstlerisches Streben eine fruchtbare Symbiose eingingen. Während seiner frühen Amtsjahre war die Beziehung zu Karl von Burger sehr förderlich.
Neben seinen beruflichen Tätigkeiten konnte Preger umfangreiche, wissenschaftliche Aktivitäten nachgehen. Seine wissenschaftlichen Studien in zahlreichen Einzeluntersuchungen wandten sich zunächst der Profangeschichte, aufgrund seiner Lehrfächer der Religion und Geschichte, bald aber in eingehender Weise der Kirchengeschichte zu. Sein „Lehrbuch der bayerischen Geschichte“ von 1864 wurde populär und erreichte 1895 seine 13. Auflage.
Von der königlich bayerischen Akademie der Wissenschaften wurde er für sein Schaffen 1868 gewürdigt und zu ihrem außerordentlichen, 1875 zum ordentlichen Mitglied ernannt.
Nach dem Erscheinen seines ersten Bandes der „Geschichte der deutschen Mystik“ verlieh ihm die Theologische Fakultät der Universität Erlangen im Jahr 1874 die Ehrendoktorwürde: „Propter singularem eruditionem sagacitatem dexteritatem qua quum pridem Matthiae Flacii vitam ac doctrinam tum nuper Mysticorum mediae aetatis Germanicorum rationem investigavit examinavit enarravit“.
Weiterhin wurde Preger 1890 Mitglied des protestantischen Oberkonsistoriums und in dieser Stellung wurde er auch mit dem Ritterkreuz des Verdienstordens vom heiligen Michael ausgezeichnet.
1856 heiratete Wilhelm Preger Wilhelmine, die Tochter des königlichen Regierungsdirektors Meyer; aus der Ehe gingen zwei Söhne und zwei Töchter hervor. Auf dem Weg zur Arbeit erlitt er am Morgen des 30. Januar 1896 einen tödlichen Schlaganfall. Seine Grabrede hielt Adolf von Stählin, ebenfalls Uttenreuther.
Zu Pregers engeren Freundeskreis gehörten neben den oben genannten beiden Künstlern noch der Oberkonsistorialpräsident Stählin, Oberkonsistorialrat Karl von Burger, Pfarrer Karl Heinrich Caspari und der Theosoph Julius Hamberger.
Preger sprach bei seinen beruflichen Begegnungen wie im privaten Kreise seine christlichen Überzeugungen offen aus und war Andersdenkenden gegenüber tolerant. Als Lehrer hatte er die Fähigkeit, anschaulich zu erzählen und eindrücklich vorzutragen. Selbst Schüler, die sich später von seinen Lehren entfernt haben, haben ihm gegenüber doch persönliche Hochachtung bewahrt.

## Werke (Auswahl)
- Die Geschichte der Lehre vom geistlichen Amte auf Grund der Geschichte der Rechtfertigungslehre, 1857.
- Lehrbuch der Bayerischen Geschichte, 1864; 11. Aufl. 1888 (Digitalisat); 13. Auflage 1895.
- Abriß der bayerischen Geschichte. 7. Aufl. Deichert, Erlangen 1884. (Digitalisat).
- M. Flacius Illyricus. 2 Bände, 1858, 1861.
- Die Briefe Heinrich Susos, 1867.
- Die Entfaltung der Idee des Menschen durch die Weltgeschichte. Vortrag, München 1870.
- Die Unfehlbarkeit des Papstes und die Schwäche der kirchlichen Opposition in Deutschland. Von einem Theologen der evangelischen Kirche in Bayern, München 1871.
- Geschichte der deutschen Mystik im Mittelalter. Nach den Quellen untersucht. 3 Bände, 1874, 1881, 1893.
- Psalmbüchlein. Biblische Psalmen in deutschen Liederweisen, Rothenburg o.d.T. 1886.
- Tischreden Luthers aus den Jahren 1531 und 1632, 1888.

## Sonstiges
Im Münchner Stadtteil Allach-Untermenzing wurde die Pregerstraße nach ihm benannt.